# Vespa crassipes
Vespa crassipes är en getingart som beskrevs av Christ 1791. Vespa crassipes ingår i släktet bålgetingar, och familjen getingar. Inga underarter finns listade i Catalogue of Life.